# تاكايا أوإيشي
تاكايا أُوإيشي (باليابانية: 大石 尚哉) (7 يوليو 1972 في شيزوكا في اليابان – )؛ هو لاعب كرة قدم ياباني سابق كان يلعب كحارس مرمى.

## وصلات خارجية
- تاكايا أوإيشي على موقع رابطة كرة القدم اليابانية للمحترفين (اليابانية)
- تاكايا أوإيشي على موقع قاعدة بيانات كرة القدم.إي يو (الإنجليزية)
- تاكايا أوإيشي على موقع عالم كرة القدم.نت (الإنجليزية)